# Starke Nachhaltigkeit
Starke Nachhaltigkeit ist ein gesellschaftspolitisches und ethisches Konzept innerhalb des Nachhaltigkeitsdiskurses zum Umgang mit den sozialgesellschaftlichen und natürlichen Rahmenbedingungen auf der Erde. Es geht auf Konrad Ott und Ralf Döring zurück, deren Theorie auch als „Greifswalder Ansatz“ bezeichnet wird und maßgeblich auf Arbeiten von Herman Daly zurückgreift.
Die „Starke Nachhaltigkeit“ ist als Gegenkonzept zu einer auf dem Drei-Säulen-Modell der nachhaltigen Entwicklung aufbauenden „Schwachen Nachhaltigkeit“ gedacht. Sie definiert sich in der Forderung, die verbleibenden Bestände an Naturkapital zu erhalten und darüber hinaus in diese zu investieren. Sie geht einher mit einer gesellschaftspolitischen Perspektive, die sich auf ein die natürliche Lebenswelt respektierendes, menschenbezogenes Wertesystem stützt und profitorientierte Systeme in Frage stellt. Demnach könne eine Gesellschaft, die zwar Sach- und Wissenskapitalien anhäuft, ihre Bestände an Naturkapital hingegen vernachlässigt oder Raubbau an ihnen betreibt, nicht als nachhaltig gelten. Dies gelte auch für Gesellschaften, die Raubbau an den Naturkapitalien anderer Völker betreiben oder hiervon profitieren.

## Begriff
Die Idee der nachhaltigen Entwicklung („sustainable development“) geht auf die deutsche Forstwissenschaft (um 1713) zurück und ist am Ende des 20. Jahrhunderts in der Nachfolge des so genannten Brundtland-Berichtes global weithin als umweltpolitische Leitlinie anerkannt. Der Gebrauch und die Bedeutung des Terminus' „Nachhaltigkeit“ hat sich aufgrund dieser Erfolgsgeschichte seither kontinuierlich erweitert.
Tanja Egan-Krieger und andere kritisieren in diesem Zusammenhang: „Es gibt mittlerweile kaum noch etwas, dem das Attribut ‚nachhaltig‘ nicht beigefügt wurde. Ein Begriff, der an Extension zunimmt, verliert dadurch allerdings an Bedeutung (‚Intension‘).“ Dies führe zur Trivialisierung des Begriffs von der vornehmlich jene profitieren würden, die eine ökologische Ausrichtung des Begriffs verhindern wollen.
Das Konzept der Starken Nachhaltigkeit fußt auf verschiedenen zukunftsethischen Prämissen: Zum einen setzt es voraus, dass Personen, die in Zukunft leben werden, allesamt ein Recht auf ein gutes Leben haben. Hieraus wird abgeleitet, dass momentan lebende Menschen die Pflicht haben, zu gewährleisten, dass ein solches in Zukunft auch führbar ist. Zum anderen wird davon ausgegangen, dass es künftig lebenden Personen (im Durchschnitt) nicht schlechter gehen soll als heute lebenden Menschen.
Zentral für das Konzept der Starken Nachhaltigkeit ist das Bestreben, die aktuell vorhandenen Bestände an Naturkapital konstant zu halten. Dies wird dadurch begründet, dass aktuell lebende Menschen nicht wissen können, was künftige Generationen einmal für ein gelungenes Leben benötigen werden. Im Sinne des Vorsorgeprinzips soll das aktuell existierende Naturkapital erhalten und im besten Falle sogar diversifiziert werden, um so künftigen Generationen ein Höchstmaß an Entscheidungsfreiheit in Bezug auf ihre Lebensgestaltung einzuräumen.

## Starke Nachhaltigkeit versus Schwache Nachhaltigkeit
Ott und Döring stellen der Starken Nachhaltigkeit dialektisch das Konzept Schwacher Nachhaltigkeit gegenüber. Zentrales Element der Schwachen Nachhaltigkeit ist, dass sie von der Substituierbarkeit von Kapitalien ausgeht. Nach Egan-Krieger et al. lässt sich die natürliche und soziale Ausstattung unserer Welt als Ensemble von Kapitalien betrachten:
- Sachkapitalien (Produktionsmittel, Transport und Infrastruktur)
- Humankapitalien (vorhandenes Wissen, soziale Institutionen etc.)
- Naturkapitalien (unsere natürliche Umwelt, Tiere, Pflanzen, Rohstoffe etc.)

Für Vertreter der schwachen Form von Nachhaltigkeit ist ein System auch dann nachhaltig, wenn das Gesamtkapital (bestehend aus natürlichen Ressourcen, Human- und Sachkapital) gleich bleibt oder wächst. Ein Rückgang an Naturkapital, also der Abbau von Rohstoffen oder der Rückgang natürlicher Lebensräume, ist auch dann noch nachhaltig, wenn dieser durch steigendes Kapital in den anderen Bereichen ausgeglichen wird. Im Konzept der Schwachen Nachhaltigkeit ist beispielsweise ein Wald in kommenden Generationen substituierbar, wenn seine natürlichen und kulturellen Aufgaben durch andere Mittel befriedigt werden. In diesem System steht nicht die Bewahrung der Umwelt im Vordergrund, sondern die Aufrechterhaltung und Steigerung des Gesamtwohlstandes. Das Drei-Säulen-Modell der nachhaltigen Entwicklung zeigt nach Meinung der Vertreter einer Schwachen Nachhaltigkeit, die gegenseitige Ersetzbarkeit der drei Dimensionen der Nachhaltigkeit. Ökologie wird gleichgesetzt mit Ökonomie und der sozialen Dimension, was aber in der Praxis theoretisch und teilweise praktisch einen Raubbau an der Natur rechtfertigen kann. Somit kann die Schwache Nachhaltigkeit auch als anthropozentrisch bezeichnet werden.
Die Beurteilung von Ländern auf ihre Nachhaltigkeit, die Nachhaltigkeitsindikatoren und politische Strategien fallen je nach der Wahl des Nachhaltigkeitskonzeptes unterschiedlich aus. Starke Nachhaltigkeit geht davon aus, dass Schwache Nachhaltigkeit primär ökonomische Sparraten und Starke Nachhaltigkeit in erster Linie physische Größen (in Bezug auf Zerstörung und Verbrauch von Naturkapital) thematisiert.

## Kriterien Starker Nachhaltigkeit
Maßnahmen, die dem Umweltschutz dienen sollen, entsprechen nur dem Konzept der Starken Nachhaltigkeit, wenn sie folgende Kriterien erfüllen:
1. Erneuerbare Ressourcen dürfen nur in dem Maße genutzt werden, in dem sie sich regenerieren.
2. Endliche Rohstoffe und Energieträger dürfen nur in dem Maße verbraucht werden, in dem während ihres Verbrauchs physisch und funktionell gleichwertiger Ersatz an regenerierbaren Ressourcen geschaffen wird.
3. Schadstoffemissionen dürfen die Aufnahmekapazität der Umweltmedien und Ökosysteme nicht übersteigen, und Emissionen nicht abbaubarer Schadstoffe sind unabhängig von dem Ausmaß, in dem noch freie Tragekapazitäten vorhanden sind, zu minimieren.

## Wirkung in der Nachhaltigkeitsdebatte
Politisches Handeln in Bezug auf Umweltschutz ist nach wie vor durch Ansätze Schwacher Nachhaltigkeit geprägt. Dies lässt sich etwa daran ablesen, dass Wirtschaftswachstum weiterhin weitläufig als notwendige Bedingung für das Erreichen der Klimaziele gilt. Das Konzept der Starken Nachhaltigkeit fristete lange ein Nischendasein in Wissenschaft und Gesellschaft. Es lässt sich allerdings feststellen, dass die wachstumskritische Bewegung maßgeblich durch sie beeinflusst wurde.
Der Sachverständigenrat für Umweltfragen (SRU) tritt seit 2002 für eine Starke Nachhaltigkeit ein. 2008 sagte er in Bezug auf die „nationalen Nachhaltigkeitsstrategie“, Starke Nachhaltigkeit erfordere, dass das Naturkapital, von dessen Nutzung alles Wirtschaften vital abhängt, langfristig erhalten bleibe. Die Inanspruchnahme der Leistungen der Natur müsse global gerecht geregelt werden. Die damalige Bundesregierung (Kabinett Schröder II) hatte sich diesem Verständnis von Nachhaltigkeit angeschlossen: „Die Erhaltung der Tragfähigkeit der Erde bildet die absolute äußere Grenze; in diesem Rahmen ist die Verwirklichung der verschiedenen politischen Ziele zu optimieren.“ Der Ausgleich wirtschaftlicher, sozialer und ökologischer Ziele (das Drei-Säulen-Modell) wird damit laut SRU zur nachgeordneten Frage. Der Rat sah damit gegeben, dass sich die Bundesregierung von einem Verständnis von Nachhaltigkeit als „Wohlfühlthema“ verabschiede. Insgesamt sollte der Zeithorizont der Nachhaltigkeitsstrategie nach der SRU für eine Forderung auf mindestens 50 Jahre ausgedehnt werden. Das Ziel der Generationengerechtigkeit könne nur mit einer längeren Zeitperspektive umgesetzt werden.
Das Konzept der Ökosystemdienstleistungen ist sowohl an die Theorie der Starken als auch die der Schwachen Nachhaltigkeit anschlussfähig. Beide Ansätze kommen hier jedoch zu dem Schluss, dass in der Praxis bestimmte Ökosystemdienstleistungen nicht durch Sach- oder Humankapital ersetzt werden können. Einige Beispiele für die Nichtersetzbarkeit der Natur stellt der Naturschützer und Filmemacher Ulrich Eichelmann in seinem Film Climate Crimes (2012) dar. Eichelmann zeigt auf, wie unter dem öffentlichkeitswirksamen Titel „nachhaltiger Klimaschutzprojekte“ zur Erzeugung „grüner Energie“ Naturzerstörung stattfindet. Der Filmemacher verweist auf verschiedene Staudammprojekte, beispielsweise in den Mesopotamischen Sümpfen im Irak, in den tropischen Regenwäldern Amazoniens und im Südosten der Türkei (Illisu). Der rasante Ausbau von Wasserkraft, Biogas und -diesel zerstört Naturlandschaften, welche nicht durch „Ausgleichsmaßnahmen“ zu ersetzen sind.